# Ковжижа
Ковжи́жа — село в Україні, у Великорублівській сільській громаді Полтавського району Полтавської області. Населення становить 213 осіб. До 2020  орган місцевого самоврядування — Милорадівська сільська рада.

## Географія
Село Ковжижа знаходиться біля витоків пересихаючої річки Ковжижа, нижче за течією примикає село Милорадове. Поруч проходить автомобільна дорога Т 1707.

## Населення

### Мова
Розподіл населення за рідною мовою за даними перепису 2001 року:
| Мова       | Кількість | Відсоток |
| ---------- | --------- | -------- |
| українська | 208       | 97.65%   |
| російська  | 5         | 2.35%    |
| Усього     | 213       | 100%     |

## Історія
12 червня 2020 року, відповідно до розпорядження Кабінету Міністрів України № 721-р «Про визначення адміністративних центрів та затвердження територій територіальних громад Полтавської області», село увійшло до складу Великорублівської сільської громади.
19 липня 2020 року, в результаті адміністративно - територіальної реформи та ліквідації  Котелевського району, село увійшло до складу новоутвореного Полтавського району.

## Відомі люди

### Народились
- Дикань Михайло Кирилович — український і радянський керівник, партійний діяч, політик. Голова Мукачівського міськвиконкому (1965—1970).
- Прядко Володимир Володимирович — заслужений економіст України.